# Энергетическая светимость
Энергети́ческая свети́мость (также: излучательная или испускательная способность) {\displaystyle M_{e}} — физическая величина, одна из энергетических фотометрических величин. Характеризует мощность оптического излучения, излучаемого малым участком поверхности единичной площади. Равна отношению потока излучения {\displaystyle d\Phi _{e}}, испускаемого малым участком поверхности источника излучения, к его площади {\displaystyle dS}:
{\displaystyle M_{e}={\frac {d\Phi _{e}}{dS}}.}
Говорят также, что энергетическая светимость — это поверхностная плотность испускаемого потока излучения.
Численно энергетическая светимость равна среднему по времени модулю составляющей вектора Пойнтинга, перпендикулярной поверхности. Усреднение при этом проводится за время, существенно превосходящее период электромагнитных колебаний.
Единица измерения в Международной системе единиц (СИ): Вт.м−2.
Испускаемое излучение может возникать в самой поверхности, тогда говорят о самосветящейся поверхности. Другой вариант наблюдается при освещении поверхности извне. В таких случаях некоторая часть падающего потока в результате рассеяния и отражения обязательно возвращается обратно. Тогда выражение для энергетической светимости имеет вид:
{\displaystyle M_{e}=(\rho +\sigma )\cdot E_{e},}
где {\displaystyle \rho } и {\displaystyle \sigma } — коэффициент отражения и коэффициент рассеяния поверхности соответственно, а {\displaystyle E_{e}} — её облучённость.
Другие, иногда используемые в литературе, но не предусмотренные ГОСТом наименования энергетической светимости: — излучательность и интегральная испускательная способность.

## Спектральная плотность энергетической светимости
Спектральная плотность энергетической светимости {\displaystyle M_{e,\lambda }(\lambda )} — отношение величины энергетической светимости {\displaystyle dM_{e}(\lambda ),} приходящейся на малый спектральный интервал {\displaystyle d\lambda ,}, заключённый между {\displaystyle \lambda } и {\displaystyle \lambda +d\lambda }, к ширине этого интервала:
{\displaystyle M_{e,\lambda }(\lambda )={\frac {dM_{e}(\lambda )}{d\lambda }}.}
Единицей измерения {\displaystyle M_{e,\lambda }} в системе СИ является Вт·м−3. Поскольку длины волн оптического излучения принято измерять в нанометрах, то на практике часто используется Вт·м−2·нм−1.
Иногда в литературе {\displaystyle M_{e,\lambda }} именуют спектральной испускательной способностью.

## Световой аналог
В системе световых фотометрических величин аналогом энергетической светимости является светимость {\displaystyle M_{v}}. По отношению к энергетической светимости светимость является редуцированной фотометрической величиной, получаемой с использованием значений относительной спектральной световой эффективности монохроматического излучения для дневного зрения {\displaystyle V(\lambda )}:
{\displaystyle M_{v}=K_{m}\cdot \int \limits _{380~nm}^{780~nm}M_{e,\lambda }(\lambda )V(\lambda )d\lambda ,}
где {\displaystyle K_{m}} — максимальная световая эффективность излучения, равная в системе СИ 683 лм/Вт. Её численное значение следует непосредственно из определения канделы.